# Discografia di Koda Kumi
Questa è la discografia della cantante giapponese Koda Kumi.

## Album in studio
| Anno | Informazioni                                                                                 | Posizione Oricon | Vendite oricon              | Certificazioni RIAJ |
| ---- | -------------------------------------------------------------------------------------------- | ---------------- | --------------------------- | ------------------- |
| 2002 | Affection - Data di pubblicazione: 27 marzo 2002 - Etichetta: Rhythm Zone (RZCD-45050)       | 12               | 105,000+                    | Oro                 |
| 2003 | Grow Into One - Data di pubblicazione: 19 marzo 2003 - Etichetta: Rhythm Zone (RZCD-45078)   | 8                | 202,000+                    | Oro                 |
| 2004 | Feel My Mind - Data di pubblicazione: 2 febbraio 2004 - Etichetta: Rhythm Zone (RZCD-45115)  | 7                | 154,000+                    | Oro                 |
| 2005 | Secret - Data di pubblicazione: 9 febbraio 2005 - Etichetta: Rhythm Zone (RZCD-45182; multi) | 3                | 600,500+                    | 2× Platino          |
| 2006 | Black Cherry - Data di pubblicazione: 20 dicembre 2006 - Etichetta: Rhythm Zone (RZCD-45508) | 1                | 1,032,000+ 1,460,000 (Avex) | Milione             |
| 2008 | Kingdom - Data di pubblicazione: 30 gennaio 2008 - Etichetta: Rhythm Zone                    | 1                | 613,000+ 750,000 (RIAJ)     | 3× Platino          |
| 2009 | TRICK - Data di pubblicazione: 28 gennaio 2009 - Etichetta: Rhythm Zone                      | 1                | 394,000+ 500,000 (RIAJ)     | 2× Platino          |
| 2010 | Universe - Data di pubblicazione: 3 febbraio 2010 - Etichetta: Rhythm Zone                   | 1                | 372,000+ 500,000 (RIAJ)     | 2× Platino          |
| 2011 | Dejavu - Data di pubblicazione: 2 marzo 2011 - Etichetta: Rhythm Zone                        | 1                | 212,000+ 250,000 (RIAJ)     | Platino             |
| 2012 | JAPONESQUE - Data di pubblicazione: 25 gennaio 2012 - Etichetta: Rhythm Zone                 | 1                | 151,000+                    | Oro                 |

## Album cover
| Anno | Informazioni                                                    | Posizione Oricon | Vendite Oricon | Certificazioni RIAJ |
| ---- | --------------------------------------------------------------- | ---------------- | -------------- | ------------------- |
| 2010 | Eternity: Love & Songs - Data di pubblicazione: 13 ottobre 2010 | 3                | 100,000+       | Oro                 |

## Album dal vivo
| Anno | Informazioni | Oricon weekly peak position | Vendite Oricon | Certificazioni RIAJ |
| ---- | --- | --------------------------- | -------------- | ------------------- |
| 2012 | Koda Kumi LIVE TOUR 2011: Dejavu - Data di pubblicazione: 14 marzo 2012 - Disponibile solo per i membri del Fan Club | —                           | —              | —                   |

## Raccolte
| Anno | Informazioni                                                                                   | Posizione Oricon | Vendite Oricon         | Certificazioni RIAJ |
| ---- | ---------------------------------------------------------------------------------------------- | ---------------- | ---------------------- | ------------------- |
| 2005 | Best: First Things - Data di pubblicazione: 21 settembre 2005                                  | 1                | 1,916,661              | 2× Million          |
| 2006 | Best: Second Session - Data di pubblicazione: 8 marzo 2006                                     | 1                | 1,804,485              | 2× Million          |
| 2007 | Best: Bounce & Lovers - Data di pubblicazione: 14 marzo 2007 - Limited Edition: 300,000 copies | 2                | 295,624                | Platino             |
| 2009 | Out Works & Collaboration Best - Data di pubblicazione: 25 marzo 2009                          | 7                | 48,715+                | —                   |
| 2010 | Best: Third Universe - Data di pubblicazione: 3 febbraio 2010                                  | 1                | 372,008 500,000 (RIAJ) | 2× Platino          |

## Remix
| Anno | Informazioni                                                     | Oricon weekly peak position | Vendite Oricon | Certificazioni RIAJ |
| ---- | ---------------------------------------------------------------- | --------------------------- | -------------- | ------------------- |
| 2006 | Koda Kumi Remix Album - Data di pubblicazione: 22 febbraio 2006  | —                           | —              | —                   |
| 2009 | Koda Kumi Driving Hit's - Data di pubblicazione: 25 marzo 2009   | 6                           | 66,000+        | Oro                 |
| 2010 | Koda Kumi Driving Hit's 2 - Data di pubblicazione: 31 marzo 2010 | 5                           | 43,000+        | —                   |
| 2011 | Koda Kumi Driving Hit's 3 - Data di pubblicazione: 4 maggio 2011 | 6                           | 25,000+        | —                   |
| 2012 | Koda Kumi Driving Hit's 4 - Data di pubblicazione: 14 marzo 2012 | 13                          | 14,000+        | —                   |
| 2012 | Beach Mix - Data di Pubblicazione: 1º agosto 2012                | 4                           | 33,225 +       | —                   |

## Singoli
| Anno              | Titolo                                   | Posizione oricon | Posizione oricon | Posizione oricon | Posizione oricon | Posizione oricon | Album                |
| Anno              | Titolo                                   | Giornaliera      | Settimanale      | Mensile          | Annuale          | Vendite          | Album                |
| ----------------- | ---------------------------------------- | ---------------- | ---------------- | ---------------- | ---------------- | ---------------- | -------------------- |
| 2000              | Take Back                                | —                | 59               | —                | —                | 23,000           | Affection            |
| 2001              | Trust Your Love                          | —                | 18               | —                | —                | 42,000           | Affection            |
| 2001              | Color of Soul                            | —                | 29               | —                | —                | 13,000           | Affection            |
| 2001              | The Meaning of Peace                     | —                | 12               | —                | —                | 67,000           | Best: First Things   |
| 2002              | So Into You                              | —                | 50               | —                | —                | 6,000            | Affection            |
| 2002              | Love Across the Ocean                    | —                | 19               | —                | —                | 22,000           | Grow Into One        |
| 2002              | M.a.z.e.                                 | —                | 25               | —                | —                | 13,000           | Grow Into One        |
| 2003              | Real Emotion/1000 no Kotoba              | —                | 3                | —                | 24               | 283,000          | Grow Into One        |
| 2003              | Come with Me                             | —                | 14               | —                | —                | 41,000           | Feel My Mind         |
| 2003              | Gentle Words                             | —                | 15               | —                | —                | 27,000           | Feel My Mind         |
| 2004              | Crazy 4 U                                | —                | 12               | —                | —                | 28,000           | Feel My Mind         |
| 2004              | Love & Honey                             | —                | 4                | —                | 62               | 151,000          | Secret               |
| 2004              | Chase                                    | —                | 18               | —                | —                | 22,000           | Secret               |
| 2004              | Kiseki                                   | —                | 7                | —                | —                | 60,000           | Secret               |
| 2005              | Hands                                    | —                | 7                | —                | —                | 49,000           | Secret               |
| 2005              | Hot Stuff                                | —                | 10               | —                | —                | 30,000           | Secret               |
| 2005              | Butterfly                                | —                | 2                | —                | 85               | 126,000          | Best: First Things   |
| 2005              | Flower                                   | —                | 4                | —                | 96               | 106,100          | Best: First Things   |
| 2005              | Promise/Star                             | —                | 4                | —                | —                | 62,000           | Best: First Things   |
| 2005              | You                                      | 1                | 1                | 7                | 50               | 190,000          | Best: Second Session |
| 2005              | Birthday Eve                             | 2                | 6                | —                | 191              | 48,000           | Best: Second Session |
| 2005              | D.D.D.                                   | 2                | 5                | —                | 188              | 48,000           | Best: Second Session |
| 2005              | Shake It Up                              | 1                | 6                | —                | 196              | 47,000           | Best: Second Session |
| 2006              | Lies                                     | 2                | 7                | —                | 197              | 47,000           | Best: Second Session |
| 2006              | Feel                                     | 3                | 1                | —                | 187              | 48,000           | Best: Second Session |
| 2006              | Candy                                    | —                | 3                | —                | 190              | 48,000           | Best: Second Session |
| 2006              | No Regret                                | 4                | 4                | —                | 74               | 131,000          | Best: Second Session |
| 2006              | Ima Sugu Hoshii                          | —                | 5                | —                | 193              | 47,000           | Best: Second Session |
| 2006              | Kamen                                    | —                | 3                | —                | 198              | 47,000           | Best: Second Session |
| 2006              | Wind                                     | —                | 3                | —                | 200              | 47,000           | Best: Second Session |
| 2006              | Someday/Boys & Girls                     | 2                | 3                | —                | 110              | 89,000           | Best: Second Session |
| 2006              | Get It On (Singolo digitale)             | —                | —                | —                | —                | —                | Best: Second Session |
| 2006              | Koi no Tsubomi                           | 2                | 2                | —                | 28               | 273,000          | Black Cherry         |
| 2006              | 4 Hot Wave                               | 1                | 2                | 1                | 14               | 391,000          | Black Cherry         |
| 2006              | 夢のうた／ふたりで…                      | 1                | 1                | 2                | 26               | 301,000          | Black Cherry         |
| 2006              | Won't Be Long                            | 2                | 2                | —                | 56               | 236,000          | Black Cherry         |
| Cherry Girl/Unmei | 2                                        | 3                | —                | 145              | 106,000          |                  |                      |
| 2007              | But/Aishō                                | 1                | 2                | 9                | 59               | 131,000          | Kingdom              |
| 2007              | Freaky                                   | 1                | 1                | 1                | 29               | 200,000          | Kingdom              |
| 2007              | Ai no Uta                                | 2                | 2                | 9                | 62               | 135,000          | Kingdom              |
| 2007              | Last Angel                               | 3                | 3                | 9                | 99               | 92,000           | Kingdom              |
| 2008              | Anytime                                  | 2                | 4                | —                | —                | 53,000           | Kingdom              |
| 2008              | Moon                                     | 2                | 2                | 4                | 46               | 141,000          | Trick                |
| 2008              | Taboo                                    | 1                | 1                | 5                | 86               | 88,000           | Trick                |
| 2008              | Stay With Me                             | 1                | 1                | 3                | 88               | 71,000           | Trick                |
| 2009              | It's All Love!                           | 1                | 1                | 3                | 61               | 99,000           | Universe             |
| 2009              | 3 Splash                                 | 1                | 2                | 7                | 67               | 93,000           | Universe             |
| 2009              | Alive/Physical Thing                     | 1                | 1                | 11               | 146              | 45,000           | Universe             |
| 2010              | Can We Go Back                           | 2                | 2                | 8                | 179              | 37,000           | Universe             |
| 2010              | Gossip Candy                             | 3                | 4                | 8                | 81               | 84,000           | Dejavu               |
| 2010              | Suki de, Suki de, Suki de./Anata Dake ga | 1                | 2                | 10               | 83               | 85,000           | Dejavu               |
| 2011              | Pop Diva                                 | 3                | 4                | 15               | 192              | 40,000           | Dejavu               |
| 2011              | 4 Times                                  | 4                | 6                | 12               | 102              | 74,000           | Japonesque           |
| 2011              | Ai Wo Tomenaide                          | 5                | 6                | 19               | 177              | 44,000           | Japonesque           |
| 2011              | Love Me Back                             | 5                | 6                | 20               | 199              | 43,000           | Japonesque           |

## DVDs / Blu-ray
| Anno | Informazioni | Posizione oricon | Sales    |
| ---- | --- | ---------------- | -------- |
| 2003 | 7 Spirits - Data di pubblicazione: 19 marzo 2003 - Formato: DVD                                                                                                 |                  | 35,000+  |
| 2004 | Feel... - Data di pubblicazione: 24 marzo 2004 - Formato: DVD                                                                                                   |                  | 33,000+  |
| 2004 | Girls: Selfish - Data di pubblicazione: 25 novembre 2004 - Formato: DVD                                                                                         |                  | 33,000+  |
| 2005 | Secret: First Class Limited Live - Data di pubblicazione: 21 settembre 2005 - Formato: DVD                                                                      | 1                | 322,000+ |
| 2006 | Live Tour 2005: First Things Deluxe Edition - Data di pubblicazione: 13 settembre 2006 - Formato: DVD                                                           | 1                | 134,000+ |
| 2007 | Live Tour 2006-2007: Second Session - Data di pubblicazione: 27 marzo 2007 - Formato: DVD, Blu-ray                                                              | 1                | 175,000+ |
| 2008 | Black Cherry Tour 2007: Special Final in Tokyo Dome - Data di pubblicazione: 31 marzo 2008 - Formato: DVD                                                       | 1                | 106,000+ |
| 2008 | Live Tour 2008: Kingdom - Data di pubblicazione: 24 settembre 2008 - Formato: DVD, Blu-ray                                                                      | 1                | 95,000+  |
| 2009 | Fan Club Event 2008 Let's Party 2008.10.14 in Yokohama Blitz - Available only for the Fan Club Members - Data di pubblicazione: 25 febbraio 2009 - Formato: DVD | —                | —        |
| 2009 | Live Tour 2009: Trick - Data di pubblicazione: 21 ottobre 2009 - Formato: DVD                                                                                   | 1                | 85,000+  |
| 2010 | Koda Kumi 2009 Taiwan Live - Available only for the Fan Club Members - Data di pubblicazione: March, 10, 2010 - Formato: DVD                                    | —                | —        |
| 2010 | Koda Kumi 10th Anniversary: Best Live Box DVD - Data di pubblicazione: 17 luglio 2010 - Formato: DVD                                                            | —                | 260,000+ |
| 2010 | Live Tour 2010: Universe - Data di pubblicazione: 6 ottobre 2010 - Formato: DVD, Blu-ray                                                                        | 1                | 67,000+  |
| 2011 | Eternity: Love & Songs at Billboard Live - Data di pubblicazione: 23 febbraio 2011 - Formato: DVD, Blu-ray                                                      | 2                | 28,000+  |
| 2011 | Koda Kumi 10th Anniversary (Fantasia) in Tokyo Dome - Data di pubblicazione: 18 maggio 2011 - Formato: DVD, Blu-ray                                             | 1                | 41,000＋ |
| 2012 | Live Tour 2011: Dejavu - Data di pubblicazione: 8 febbraio 2012 - Formato: DVD, Blu-ray                                                                         | 1                | 28,000+  |

## Video musicali
1. Take Back
2. Trust Your Love
3. Color of Soul
4. So into You
5. Love Across the Ocean
6. Maze
7. Real Emotion
8. Come with Me
9. Gentle Words
10. Crazy 4 U
11. Cutie Honey
12. Chase
13. Kiseki
14. Selfish
15. Shake It
16. 24
17. Hands
18. Trust You
19. Hot Stuff
20. Butterfly
21. Promise
22. Star
23. You
24. Candy
25. Imasugu Hoshii
26. Birthday Eve
27. Feel
28. D.D.D.
29. Kamen
30. Wind
31. Lies
32. No Regret
33. Shake It Up
34. Someday
35. Koi no Tsubomi
36. Juicy
37. With Your Smile
38. I'll Be There
39. Ningyo Hime
40. Yume no Uta
41. Futari de...
42. Cherry Girl
43. Unmei
44. Twinkle: Koda Kumi Version
45. Get Up & Move!!
46. Love Goes Like...
47. But
48. Aishō
49. Freaky
50. Run for Your Life
51. Ai no Uta
52. Last Angel
53. Anytime
54. Introduction for Kingdom
55. Under
56. Koi no Mahō"
57. Himitsu
58. More'
59. Amai Wana"
60. Anata ga Shite Kureta Koto
61. Wonderland
62. Moon Crying
63. Taboo
64. Stay with Me
65. Show Girl
66. Just the Way You Are
67. Faraway
68. Lick Me
69. Ecstasy
70. Hashire
71. Alive
72. Physical Thing
73. Can We Go Back
74. Superstar
75. You're So Beautiful
76. Inside Fishbowl
77. Outside Fishbowl
78. Lollipop
79. Suki de, Suki de, Suki de
80. Anata Dake Ga
81. Walk (To the Future)
82. Be My Baby
83. Megumi no Hito
84. POP DIVA
85. Bambi
86. V.I.P.
87. KO-SO-KO-SO
88. In the Air
89. Ai wo Tomenaide
90. You Are Not Alone
91. Love Me Back
92. Boom Boom Boys
93. No Mans Land
94. Lay Down
95. Escalate
96. Everyday
97. Love Technique
98. Brave
99. All For You

### Con altri artisti
1. Twinkle: English Version (con Show)
2. XXX (con Soulhead)
3. Rainy Days (con KM-Markit)
4. Just Go (con Jhett)
5. Switch (con Lisa and the Heartsdales)
6. Won't Be Long (con Exile)
7. That Ain't Cool (con Fergie)
8. It's All Love! (con Misono)
9. Passing By (con B.Horward)
10. Poppin' Love Cocktail (con Teeda)
11. V.I.P (con T-Pain)
12. So Nice (con Mr. Blistah)
13. Slow (con Omarion)

### Versioni alternative
1. So into You: Short Version
2. Crazy 4 U: Dance Version
3. Selfish: Dance Version
4. Hands: Album Version
5. Hot Stuff: Dance Version
6. Trust You: Thanks to Mam & Gramma Version
7. Special Mix Video from Best: First Things
8. Candy: Dance Version
9. Juicy: Dance Version
10. Ai no Uta: Album Version
11. Anytime: Album Version
12. Black Cherry: Live Version
13. That Ain't Cool: Album Version
14. Taboo: Alternate Version
15. Stay with Me: Alternate Version
16. Lick Me: Special Version
17. Pop Diva: Album Version
18. You Are Not Alone: Live Version
19. Love Me Back: Album Version